# 金復載
金复载（1942年4月27日—），男，浙江上虞人，中国当代作曲家。

## 生平
1957年考入上海音乐学院附中，1961年升入音乐学院作曲系，毕业后长期担任上海美术电影制片厂作曲。为很多电影、美术片作曲，如《三个和尚》、《哪吒闹海》等。1992年任访问学者，赴美国宾夕法尼亚州立大学音乐学院讲学一年。1997年他为冯小宁导演的《红河谷》配乐，大获成功。鉴赏家称其音乐借鉴了西藏民族音乐，充分展示了雪域高原的空灵之美。近年来他主要致力于音乐剧的教学和演出，目前是上海音乐学院音乐戏剧系系主任。

## 作品
- 电影配乐：
  - 《风雨故园》
  - 《清凉寺的钟声》
  - 《红河谷》
  - 《鸦片战争》
- 美术片配乐：
  - 文革时期美术片《金色的大雁》配乐及插曲《雪莲送北京》作曲
  - 《舒克和贝塔》
  - 《哪吒闹海》
  - 《雪孩子》
  - 《大盗贼》
  - 《三个和尚》
  - 《小号手》
  - 《阿凡提的故事》（与周吉合作）
- 电视剧配乐：
  - 《济公》1986年
- 交响乐《红楼梦》
- 《红旗渠》（与徐景新、陈大伟合著）
- 音乐剧《我为歌狂》（任执行制作人）